# Un experimento con el tiempo
An Experiment with Time (en castellano Un experimento con el tiempo) es un largo ensayo del ingeniero aeronáutico irlandés J. W. Dunne (1875-1949) sobre la precognición y la experiencia humana del tiempo. Publicado originalmente en marzo de 1927, fue una obra muy leída y sus ideas promovidas por otros muchos autores, en particular J. B. Priestley. Otros libros de J. W. Dunne son The Serial Universe, The New Immortality y Nothing Dies.

## Contenido
- I. Definiciones
- II. El rompecabezas
- III. El experimento
- IV. Resistencia temporal y flujo temporal
- V. Tiempo sucesivo
- VI. Réplica a críticos

Apéndice de la tercera edición:
- I. Nota de Sir Arthur Eddington
- II. El factor de la edad
- III. El nuevo experimento

Índice

## Conceptos básicos
La teoría de Dunne, elaborada a partir de años de experimentación con sueños precognitivos y estados precognitivos inducidos, es que en realidad todo el tiempo es eternamente presente, es decir, que pasado, presente y futuro están sucediendo al unísono de algún modo. La conciencia humana, sin embargo, experimenta esta simultaneidad de forma lineal. Dunne postula que en el estado de sueño este modo de interpretar el tiempo deja de ser tan concreto como cuando estamos despiertos. Así somos capaces de tener lo que llamamos sueños premonitorios a medida que la conciencia se encuentra libre para vagar a través de pasado, presente y futuro. De todo ello Dunne postuló nuestra existencia en dos niveles, tanto dentro como fuera del tiempo, lo que sugiere la idea de la inmortalidad que figura en sus libros posteriores The New Immortality y Nothing Dies.
La idea de que el tiempo (y, por extensión, la humanidad) existe simultáneamente y de forma lineal es difícil de entender. Una analogía es la de un libro. En cualquier momento dado la totalidad de un libro existe en sí mismo pero en un momento dado sólo podemos leer una página a la vez. Las otras páginas, mientras existen simultáneamente con la que estamos leyendo, permanecen fuera de nuestra conciencia. Si de algún modo pudiéramos leer cada página del libro a la vez, o ser capaces de experimentar el libro en su totalidad en un solo momento entonces podríamos estar más cerca de una experiencia real del mismo. Del mismo modo, en nuestras vidas somos conscientes de un solo momento en el tiempo, el presente, en lugar de nuestro pasado, presente y futuro juntos. El pasado es recordado pero no experimentado físicamente, el futuro permanece desconocido. En algunos aspectos esto es comparable a la descripción de Tomás de Aquino de Dios contemplando todas las cosas pasadas, presentes y venideras en el "ahora" de la eternidad: semejante a un vigilante mirando hacia abajo desde lo alto de un valle y aprehendiendo de un vistazo todos los acontecimientos que ocurren en el tiempo mundano - el valle - desde una perspectiva fuera del tiempo.
Lograr la apreciación simultánea de pasado, presente y futuro significaría una completa revaluación de la naturaleza de nuestra existencia en términos de conciencia, tiempo y realidad física, algo que Dunne aduce como la conclusión lógica de su trabajo.

## El experimento de Dunne
En Un experimento con el tiempo, Dunne explica cómo una capacidad teórica para percibir eventos fuera de la corriente de conciencia del observador normal puede ser probada que existe, y algunas de las otras posibles explicaciones de este efecto, como el déjà vu.
Propone que los observadores deben situarse en entornos donde la conciencia podría ser liberada mejor, y luego, inmediatamente después de despertar, anotar los recuerdos de lo que se había soñado, junto con la fecha. En un momento posterior estas notas deberían ser exploradas, trazándose posibles conexiones entre ellas y los acontecimientos de la vida real que se produjeron después de que las notas hubieran sido escritas.
Mientras la primera mitad del libro es una explicación de la teoría, la última parte comprende ejemplos de notas e interpretaciones posteriores de ellas como posibles predicciones. El análisis estadístico estaba en aquella época en sus principios y no se pudo hacer ningún cálculo del significado de los acontecimientos recogidos.

## Paralelismos con otros sistemas científicos y metafísicos
La teoría del tiempo de Dunne tiene paralelismos con otras muchas teorías científicas y metafísicas. Los pueblos aborígenes de Australia, por ejemplo, creen que el Tiempo del Sueño existe simultáneamente en el presente, pasado y futuro, y que esta es la verdad objetiva del tiempo, siendo el tiempo lineal una creación de la conciencia humana, y por lo tanto subjetiva. La Cábala, el taoísmo y, de hecho la mayoría de las tradiciones místicas han planteado siempre que la conciencia de vigilia permite el conocimiento de la realidad y el tiempo sólo en forma limitada y que es en el estado de sueño que la mente puede ir libre a través de la realidad multidimensional del tiempo y el espacio (por ejemplo, "Los sueños son el vagabundeo del espíritu a través de los nueve cielos y las nueve tierras", El secreto de la Flor de Oro, trad. Richard Wilhelm). Del mismo modo, todas las tradiciones mistéricas hablan de las personalidades inmortales y temporales que existen simultáneamente tanto dentro como fuera del tiempo y el espacio.
Si la teoría de Dunne fuera cierta podría proporcionar una explicación a las experiencias religiosas de "eternidad" o "atemporalidad" relatadas en las obras de extáticos religiosos y místicos de todo el mundo.

## Influencia
En literatura, el interés en la teoría de Dunne se puede reflejar en Burnt Norton de T. S. Eliot, de Four Quartets (Cuatro cuartetos), que abre con las líneas:

Tiempo presente y tiempo pasado

se hallan quizá presentes en el tiempo futuro

y el tiempo futuro dentro del tiempo pasado.

J. B. Priestley utilizó la teoría de Dunne directamente en su obra Time and the Conways, manifestando en su introducción su creencia en que la teoría era cierta. Otros escritores contemporáneos a Dunne que expresaron su entusiasmo por sus ideas incluyen a Aldous Huxley, quien estaba también interesado en la expansión de la conciencia humana para experimentar el tiempo, y Adolfo Bioy Casares, quien menciona este libro en la introducción de su novela El sueño de los héroes (1954).
Jorge Luis Borges explica la tesis de las infinitas dimensiones del tiempo de Dunne en El tiempo y J. W. Dunne.

Ya existe el porvenir, con sus vicisitudes y pormenores. Hacia el porvenir preexistente fluye el río absoluto del tiempo cósmico, o los ríos mortales de nuestras vidas. Esa traslación, ese fluir, exige como todos los movimientos un tiempo determinado; tendremos pues, un tiempo segundo para que se traslade el primero; un tercero para que se tralade el segundo, y así hasta lo infinito.
Otras inquisiciones, 647

Carl Gustav Jung cita a J. W. Dunne en su obra Sincronicidad como principio de conexiones acausales.
El escritor y presentador radiofónico Charles Chilton utilizó la analogía del tiempo de Dunne como un libro para explicar el viaje en el tiempo en su serial radiofónico Journey into Space. La fantasía infantil Tom's Midnight Garden de Philippa Pearce también hace uso de las ideas de Dunne.
La idea de que el tiempo puede ser experimentado de manera diferente en el espacio plegado es un postulado del físico cuántico David Bohm, quien también cree que la conciencia define la forma en que percibimos el mundo. Bohm, quien llamó a una revolución en la conciencia humana para liberarnos del viejo, newtoniano, mecanicista entendimiento del universo, incluso planteó que a través de una transformación de la conciencia el tiempo podría posiblemente dejar de existir en la forma en que lo percibimos ahora (cf., "Más allá del tiempo" por Jiddu Krishnamurti y David Bohm).
En su libro Is There Life After Death? (2006), el escritor británico Anthony Peake intenta actualizar las ideas de Dunne a la luz de las últimas teorías de la física cuántica, la neurología y los estudios de la conciencia.
La novela de 1964 Froomb! del escritor británico John Lymington hace referencia y se inspira en algunos de los conceptos de Dunne. El protagonista, con la intención de ser científicamente "matado" y reanimado a fin de traer de vuelta una cuenta del Cielo, es en cambio físicamente transportado hacia el futuro, una "banda de tiempo" paralela. Intenta comunicarse con el controlador de la experiencia a través de sueños.
En la serie de televisión para niños de 1970, Timeslip, una burbuja de tiempo permite que dos niños viajen entre el pasado, presente y futuro. La mayor parte de los conceptos de viaje en el tiempo del espectáculo estaban basados en Un experimento con el tiempo.
Un experimento con el tiempo es referenciado en el libro Sidetripping de William S. Burroughs y Charles Gatewood.
También es mencionado en el libro Last Men In London de Olaf Stapledon (1932), así como en la historia Murder in the Gunroom de H. Beam Piper.
En la película francesa Irreversible de 2002, uno de los personajes es visto leyendo el libro de Dunne. La película también investiga los aspectos del libro a través del estilo de la filmación, en el que la historia es narrada al revés, con cada secuencia inicial comenzando minutos u horas antes de la que la precede en la narrativa. Por otra parte, el lema es Le temps détruit tout que significa "El tiempo lo destruye todo"; es la primera frase hablada y la última frase escrita.